# Fossispa
Fossispa là một chi bọ cánh cứng trong họ Chrysomelidae.
Chi này được miêu tả khoa học năm 1989 bởi Staines.

## Các loài
Chi này gồm các loài:
- Fossispa lutena Staines, 1989